# MuPiBox
Die MuPiBox ist ein Open-Source-Projekt, das auf einem Raspberry Pi basiert und als benutzerfreundlicher Musikplayer dient. Sie wird häufig für Kinder oder als DIY-Musikplayer-Projekt eingesetzt. Die MuPiBox unterstützt verschiedene Audioquellen wie lokale Musikdateien, Spotify, Podcasts und Webradio-Streams.

## Hauptmerkmale der MuPiBox
- Touchscreen-Unterstützung: Intuitive Bedienung über ein Touch-Display.
- Spotify-Integration: Zugriff auf Playlists, Alben und Lieder mit einem Premium-Account.
- Webradio-Streaming: Unterstützt das Abspielen von Internet-Radiosendern.
- Offline-Wiedergabe: Nutzt lokal gespeicherte Audiodateien.
- MQTT-Steuerung: Kann in ein Smart-Home-System[4] integriert werden.
- Kindersicher: Oft wird die Box speziell so konfiguriert, dass Kinder sie einfach bedienen können.

## Software und Technik
- Hardware: Raspberry Pi 3 aufwärts[5]
- Die verwendete Betriebssystem basiert auf DietPi.[6]

## Installation und Konfiguration
- Das System wird üblicherweise auf einer microSD-Karte installiert, neue Raspberry Pi unterstützen auch USB-Boot.
- Zur einfachen Installation wird ein fertiges Image auf die microSD-Karte bzw. das USB-Medium geschrieben.
- Konfigurationen wie WLAN, Musikbibliotheken und Spotify-Anbindung können über eine Weboberfläche vorgenommen werden.